# Takuya Kawaguchi
Takuya Kawaguchi (Hokkaido, 11 oktober 1978) is een voormalig Japans voetballer.

## Carrière
Takuya Kawaguchi speelde tussen 1997 en 2003 voor Shonan Bellmare, Tokyo Verdy en Consadole Sapporo.